# Извор (Босилеград)
Извор (болг. и серб. Извор) — населённый пункт в общине Босилеград Пчиньского округа Сербии.

## Население
Согласно переписи населения 2002 года, в селе проживало 115 человек (108 болгаров, 5 сербов и другие).
| Численность населения | Численность населения | Численность населения | Численность населения | Численность населения | Численность населения | Численность населения | Численность населения |
| 1948                  | 1953                  | 1961                  | 1971                  | 1981                  | 1991                  | 2002                  | 2011                  |
| --------------------- | --------------------- | --------------------- | --------------------- | --------------------- | --------------------- | --------------------- | --------------------- |
| 519                   | 527                   | 419                   | 345                   | 286                   | 163                   | 115                   | 61                    |

## Религия
Согласно церковно-административному делению Сербской православной церкви, село относится к Босилеградскому архиерейскому наместничеству Враньской епархии. В селе расположен Храм Святой Троицы, построенный в 1834 году..